# Фјуме (Мачерата)
Фјуме (итал. Fiume) насеље је у Италији у округу Мачерата, региону Марке.
Према процени из 2011. у насељу је живело 15 становника. Насеље се налази на надморској висини од 638 м.